# 伊曽乃神社

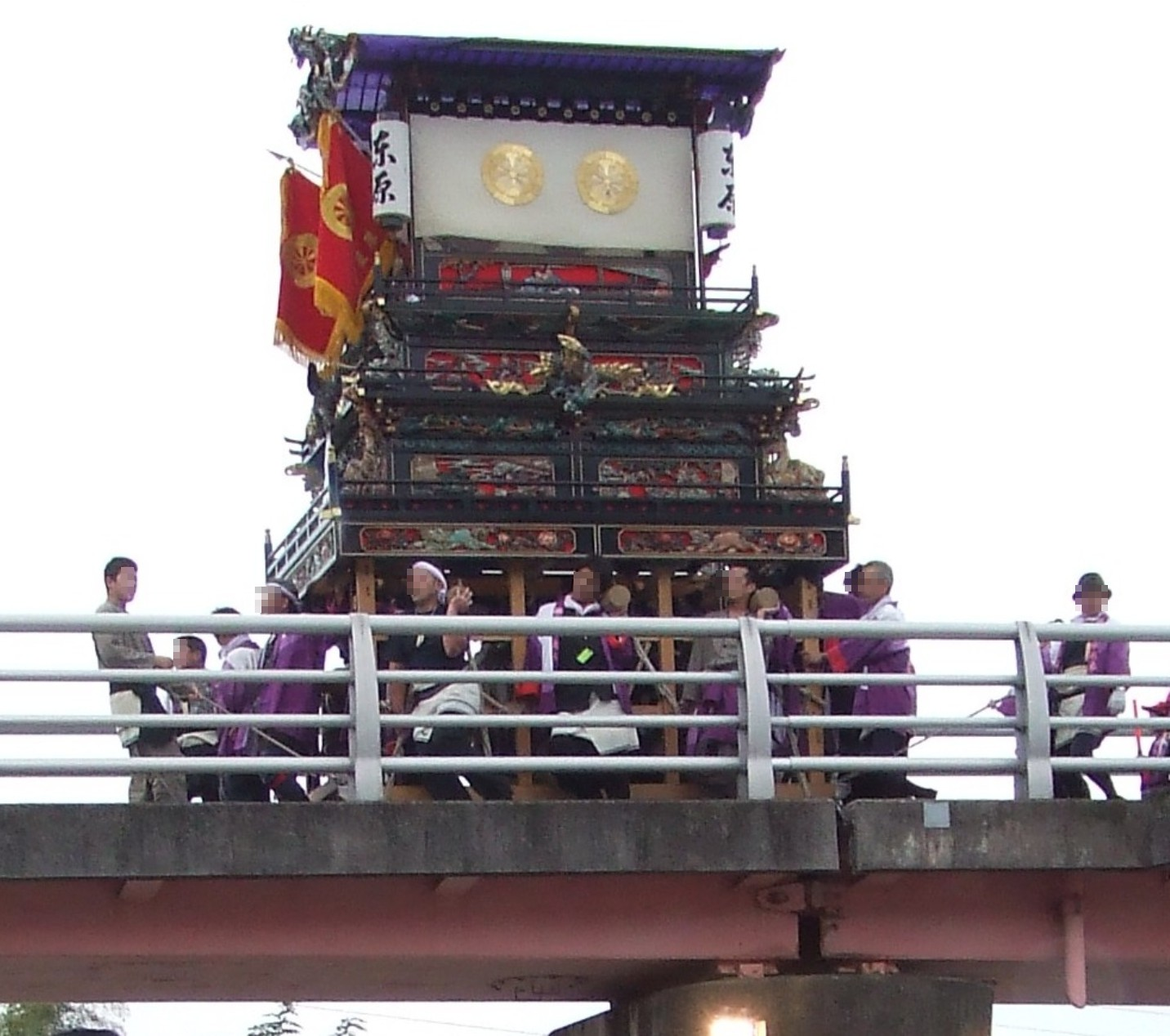
加茂川を渡るだんじり

伊曽乃神社（いそのじんじゃ、旧字体：伊曾乃神社）は、愛媛県西条市中野にある神社。式内社（名神大社）。旧社格は国幣中社で、現在は神社本庁の別表神社。神紋は「御所車」。
豪華絢爛な「西条祭り」で最大規模のだんじりが奉納される神社として知られる。古くは「磯野宮」とも称した。

## 祭神
祭神は次の2柱。2柱をして「伊曽乃神」と総称する。
- 天照大神の荒魂
- 武国凝別命

祭神は、はじめは1座で「伊曽乃神」といったとする。社伝および旧記によると、はじめの一座は天照大神の荒魂で、のちに武国凝別命を加えて2座となったとする。主神の天照大神は本殿内陣の正中に奉斎され、脇殿神の武国凝別命はその左に祀られている。

## 歴史

### 創建
社伝によれば、第13代成務天皇7年に伊予御村別（みむらわけ）の祖の武国凝別命（景行天皇の皇子）が東予地方を開拓するにあたり、皇祖神である天照大神を祀ったことに始まるという。武国凝別命は天照大神の分霊を奉じて伊勢国から伊予に渡り、今の同市朔日市の御船森に着いたという（「御船森」は御舟川沿いにある）。
孝徳天皇の大化年中（645年-650年）にこの地方が「神野郡」（のちの新居郡）と命名されたのは、伊曽乃神社などにより既に神が祀られており、この地域が神の地（かみのち）と呼ばれていた事に由来するとの説がある。

### 概史

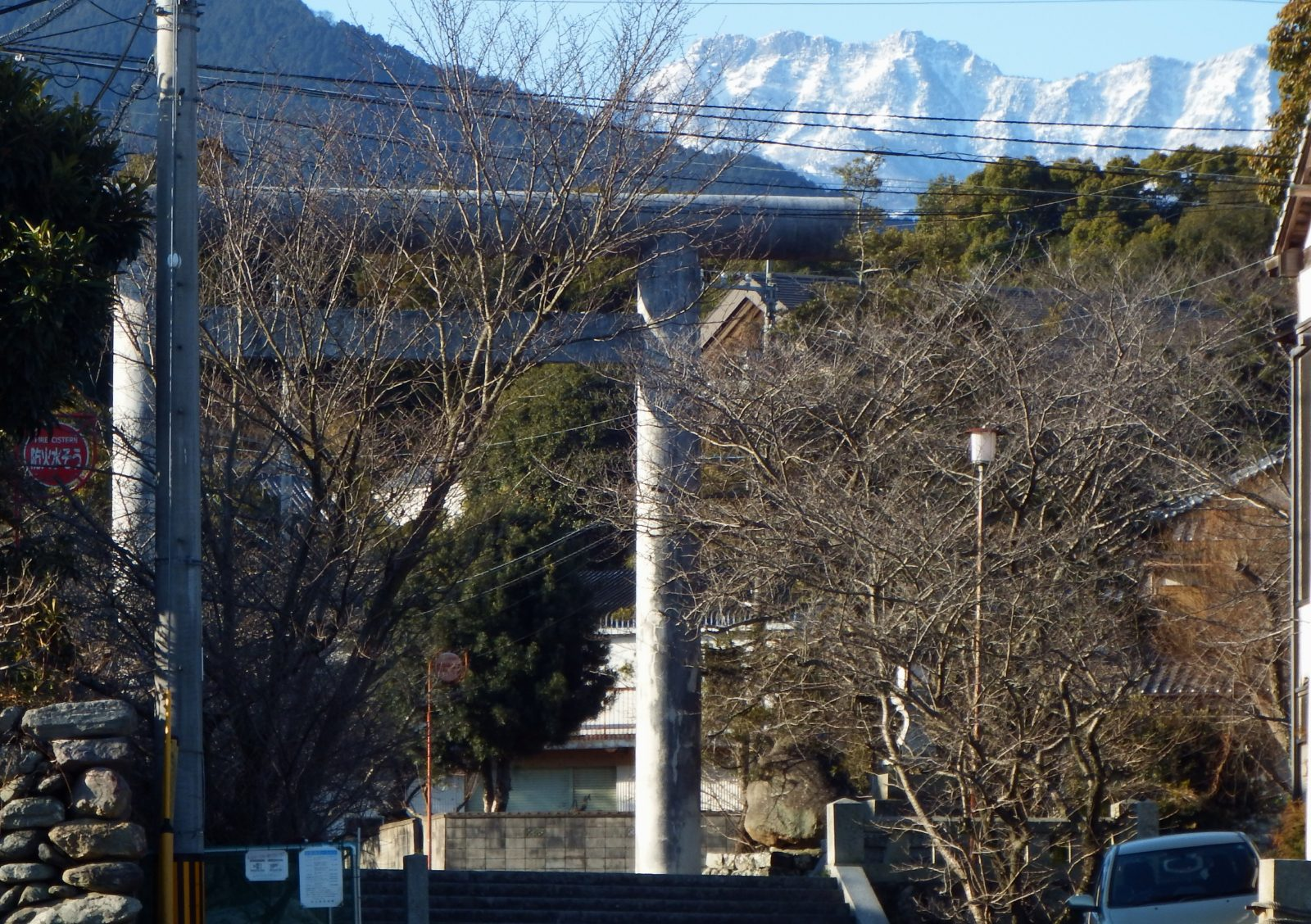
一の鳥居と投げ石と石鎚山

文献では、古く『続日本紀』天平神護2年（766年）条において、「伊曽乃神」に従四位下の神階を授けるとともに神戸5烟を充てる旨が記されている。『新抄格勅符抄』大同元年（806年）牒では、当時の「伊曽乃神」には神戸(かんべ)として伊与国から15戸が充てられていたが、そのうち10戸は天平神護元年（765年）10月の符、5戸は天平神護2年（766年）12月3日の符によるとしている。
その後の国史では、貞観8年（866年）に正四位下、貞観12年（870年）に正四位上、貞観17年（875年）に従三位に昇叙された旨が記されている。
延長5年（927年）成立の『延喜式』神名帳では伊予国新居郡に「伊曽乃神社 名神大」と記載され、名神大社に列している。
永治元年（1141年）には正一位に叙され、崇徳天皇より勅額を賜ったという。
天正13年（1585年）には豊臣秀吉の四国征伐により社殿・社宝等兵火にかかって一切焼失し、難を避けて土佐国へ遷座。慶長11年（1606年）旧地に復座する。
近代社格制度の発足に際しては、祭神不詳として官社の認可を受けられず、伊予国第一県社とされる。昭和15年（1940年）長年の昇格運動が実り、国幣中社に昇格した。
近年は「ISOの神社」の語呂合わせからISO取得・永続の祈願を行っている。

### 神階
- 天平神護2年（766年）4月19日、従四位下 （『続日本紀』） - 表記は「伊曽乃神」。
- 貞観8年（866年）閏3月7日、従四位上から正四位下 （『日本三代実録』） - 表記は「礒野神」。
- 貞観12年（870年）8月28日、正四位下から正四位上 （『日本三代実録』） - 表記は「礒野神」。
- 貞観17年（875年）3月29日、正四位上から従三位 （『日本三代実録』） - 表記は「礒野神」。

## 境内

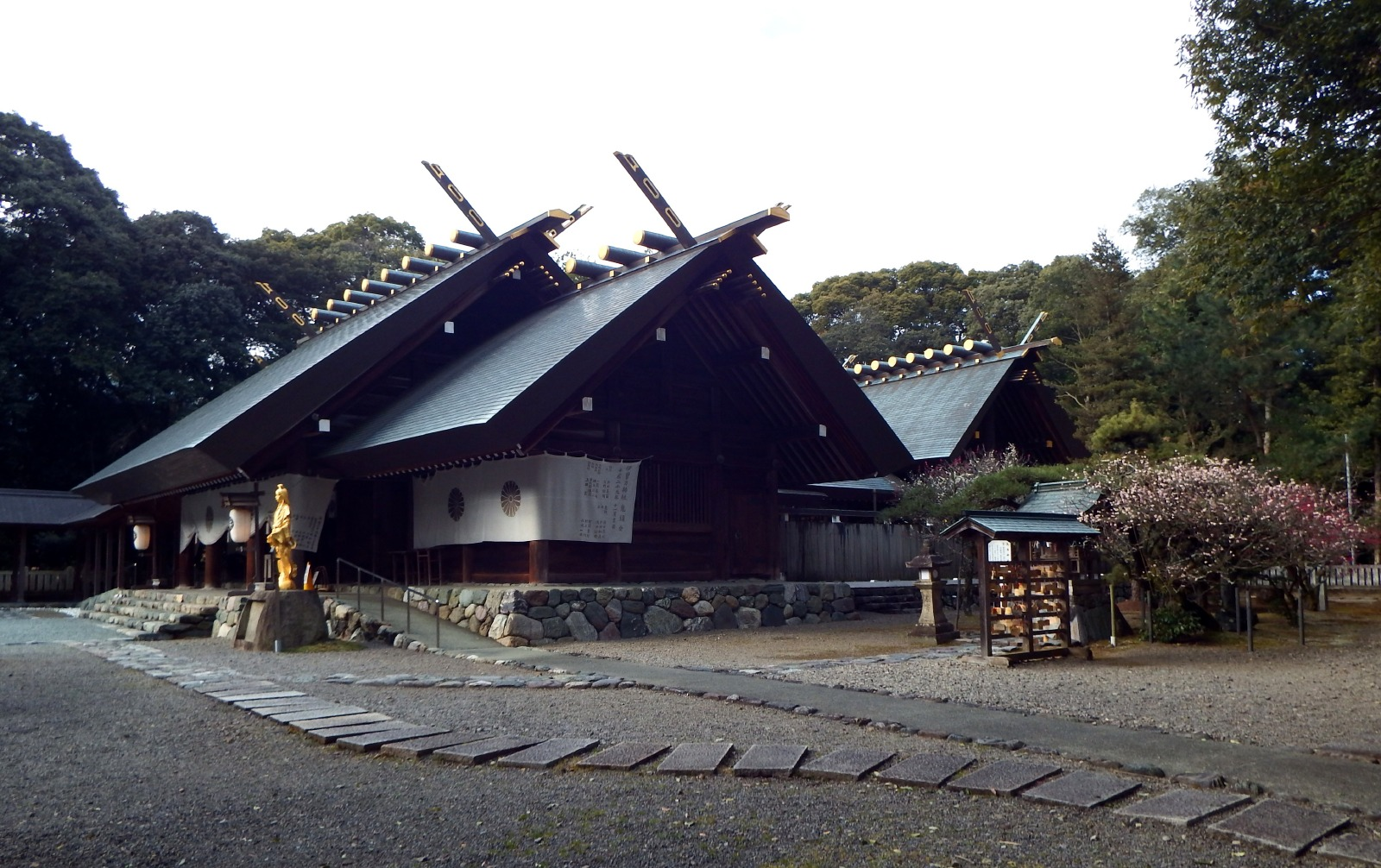
本社

- 一ノ鳥居：石製。石鎚の神の投げ石が向かって右にあり。
- 二ノ鳥居：銅製
- 石柱門
- 神門の前：この空間でだんじりの引廻しが演じられる。
- 拝殿：本殿拝殿は祭神が天照大神のため東向きであるが、一の鳥居からの参道は市街地からの入口の方向であるため、参道と本殿の向きが直角になっている。
- 本殿：昭和15年建築。総檜の神明造り。
- 木花開耶姫（コノハナノサクヤビメ)命像：大山祇神の次女。平成25年3月18日除幕。
- 神輿庫：大人神輿と子供神輿が一台ずつ収納。
- 社叢：境内正面の神木のクスは高さ30m周5.5m推定樹齢700年で、西条市名水名木50選。平成3年3月選定。
- 宝物館：大人300円、子供100円
- 伊曽乃文庫
- 斎館
- 句碑：小林一茶「扒上頭に花の雫かな」が二ノ鳥居を越えすぐ右に副碑と共にある。「神馬にも打撤きくにて初詣」がその先の左にある。「風光る大楠仰ぎ息吹うく 川入りの御神輿追ふてだんじりは 爽やか笑顔に晴れ着七五三」が駐車場の南側にある。
- 駐車場：大駐車場あり無料。例大祭の時は使用不可。

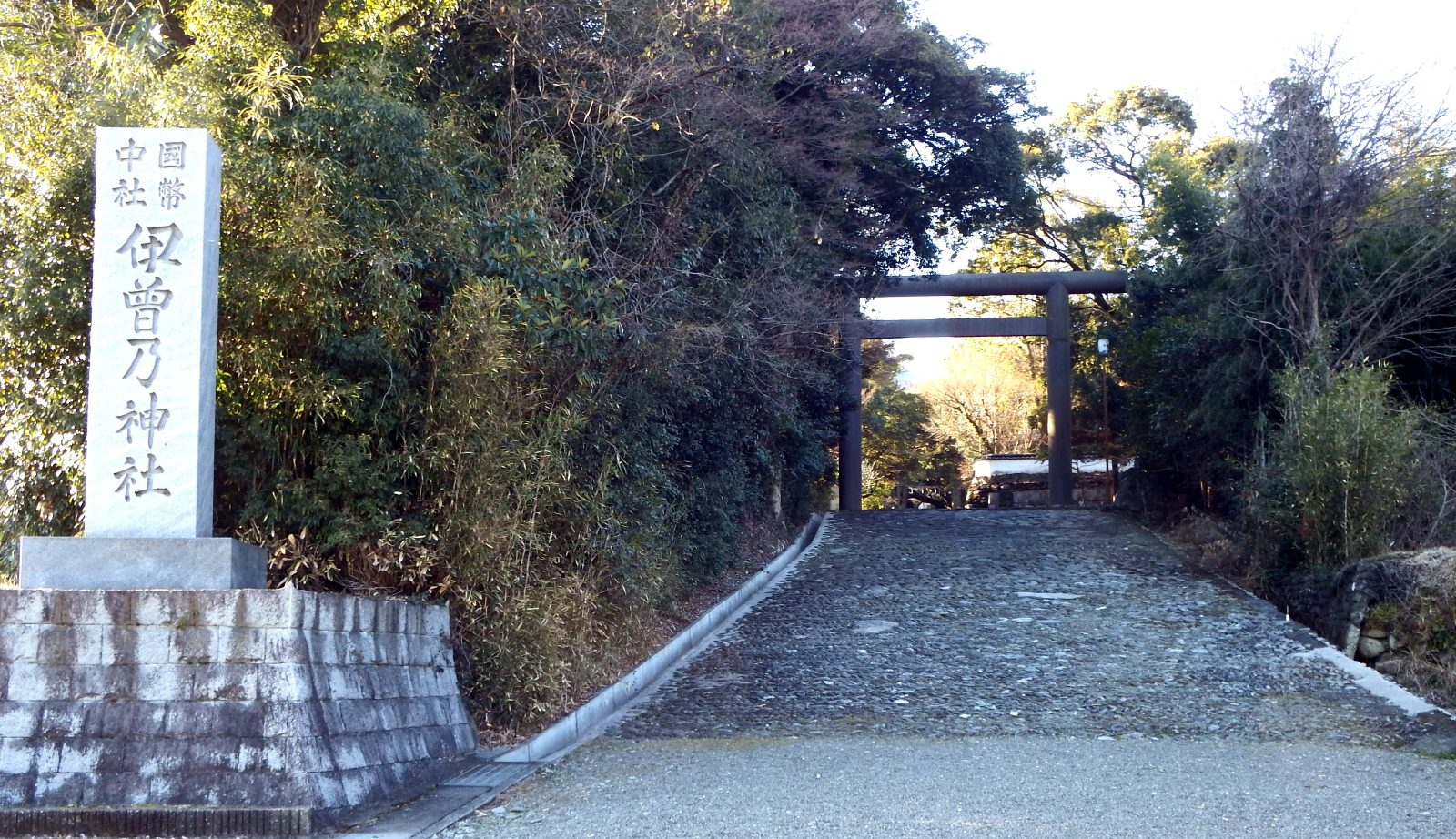
二の鳥居と長い参道
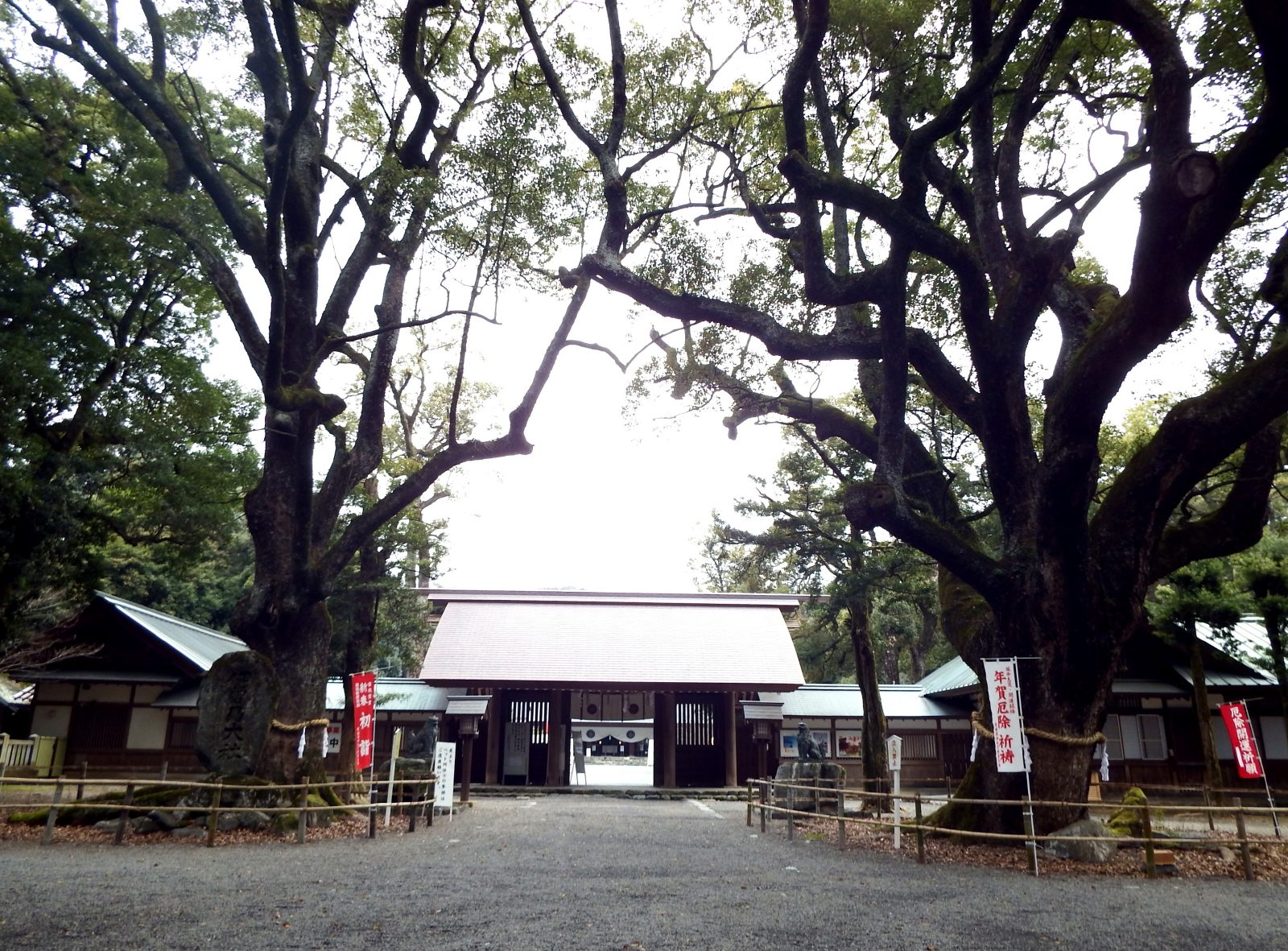
神門
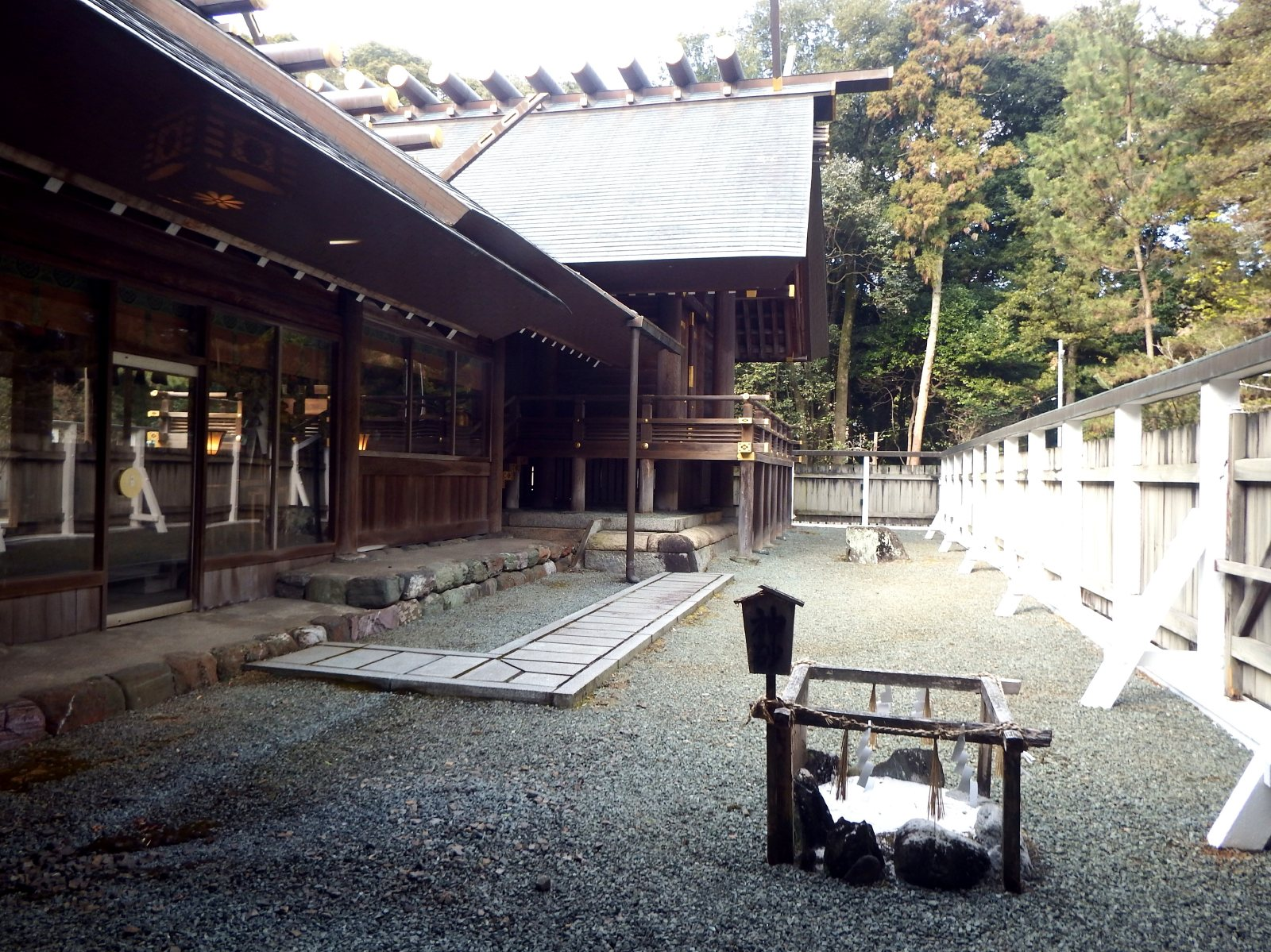
幣殿と本殿と神砂
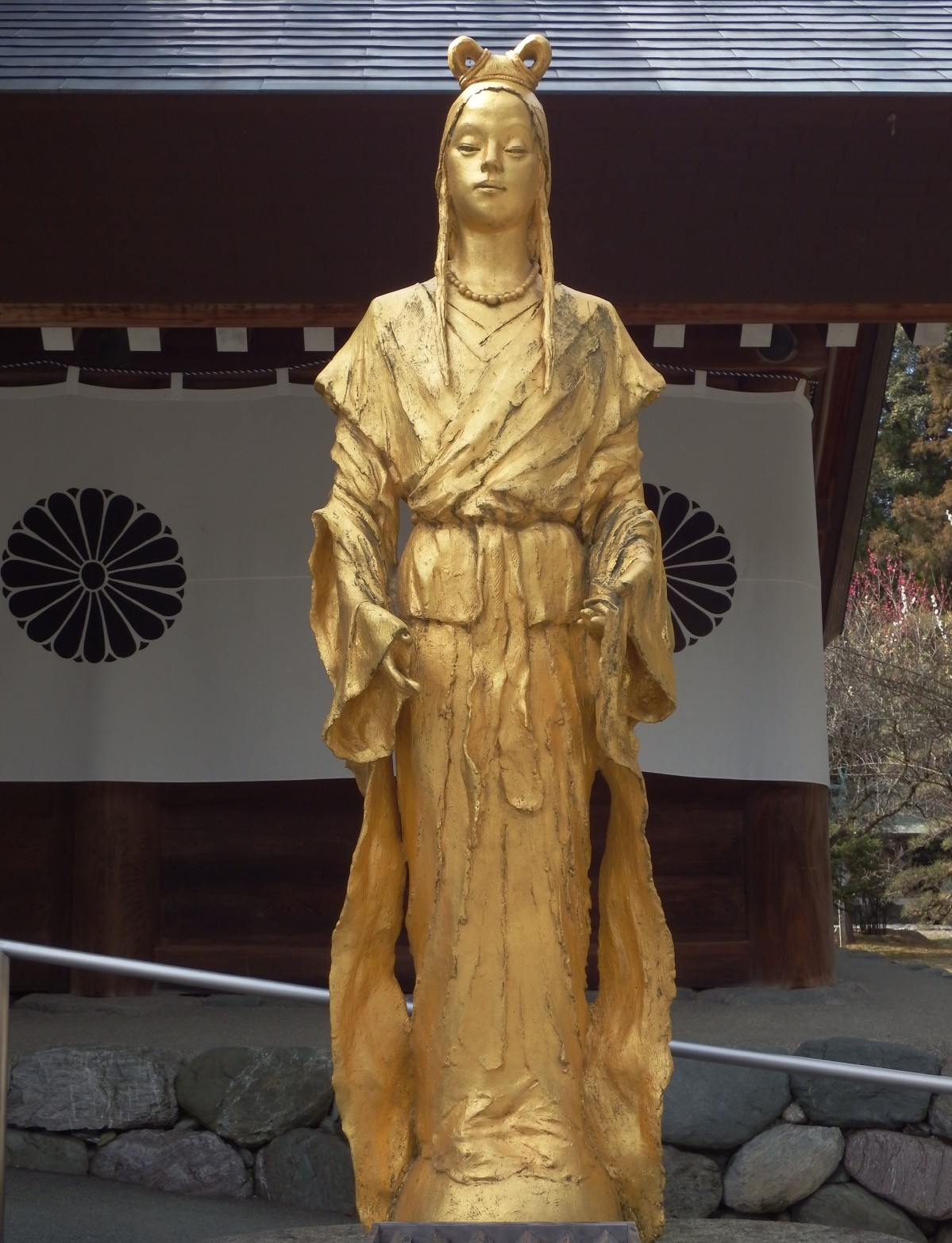
木花開耶姫命像
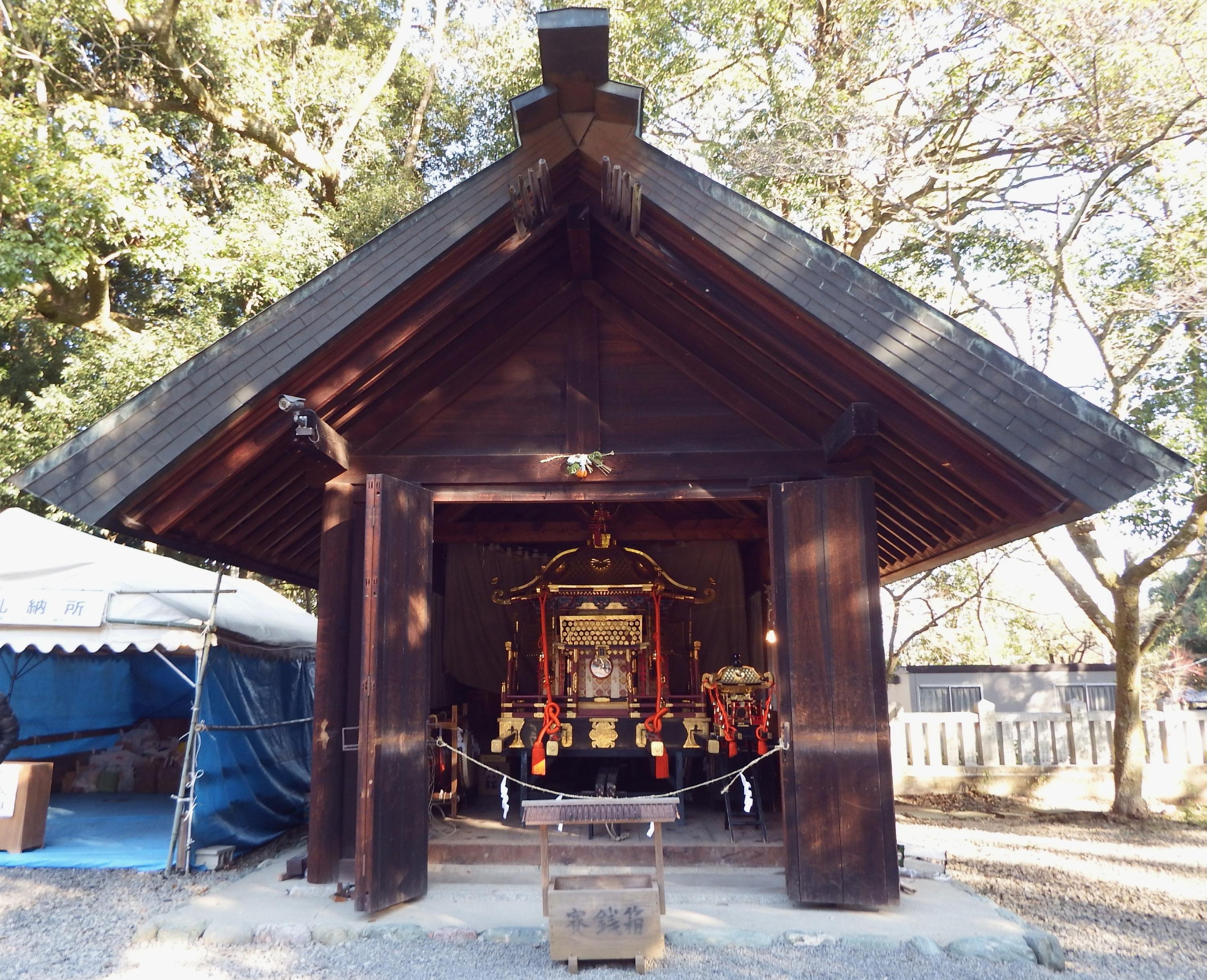
神輿庫
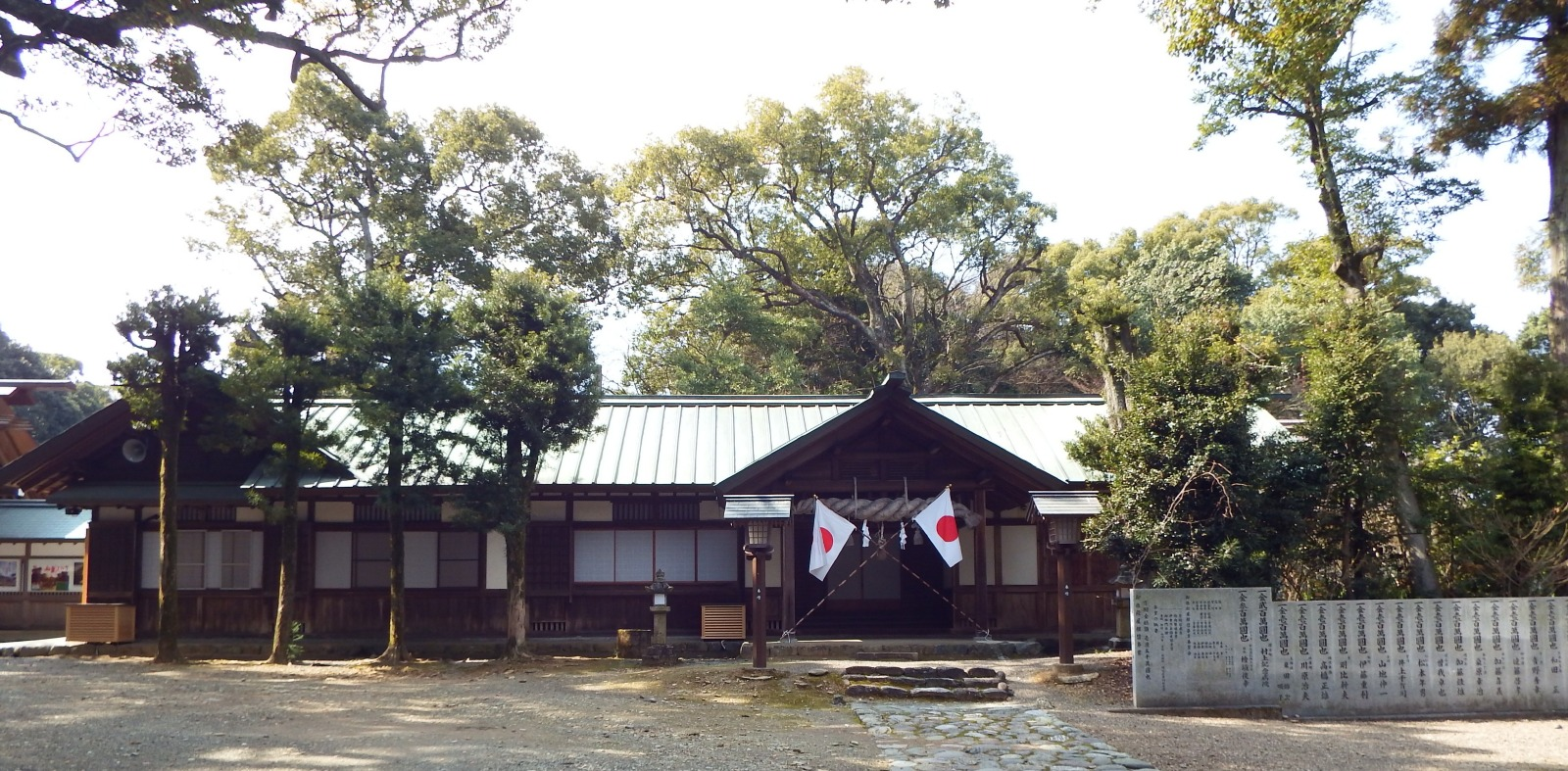
社務所
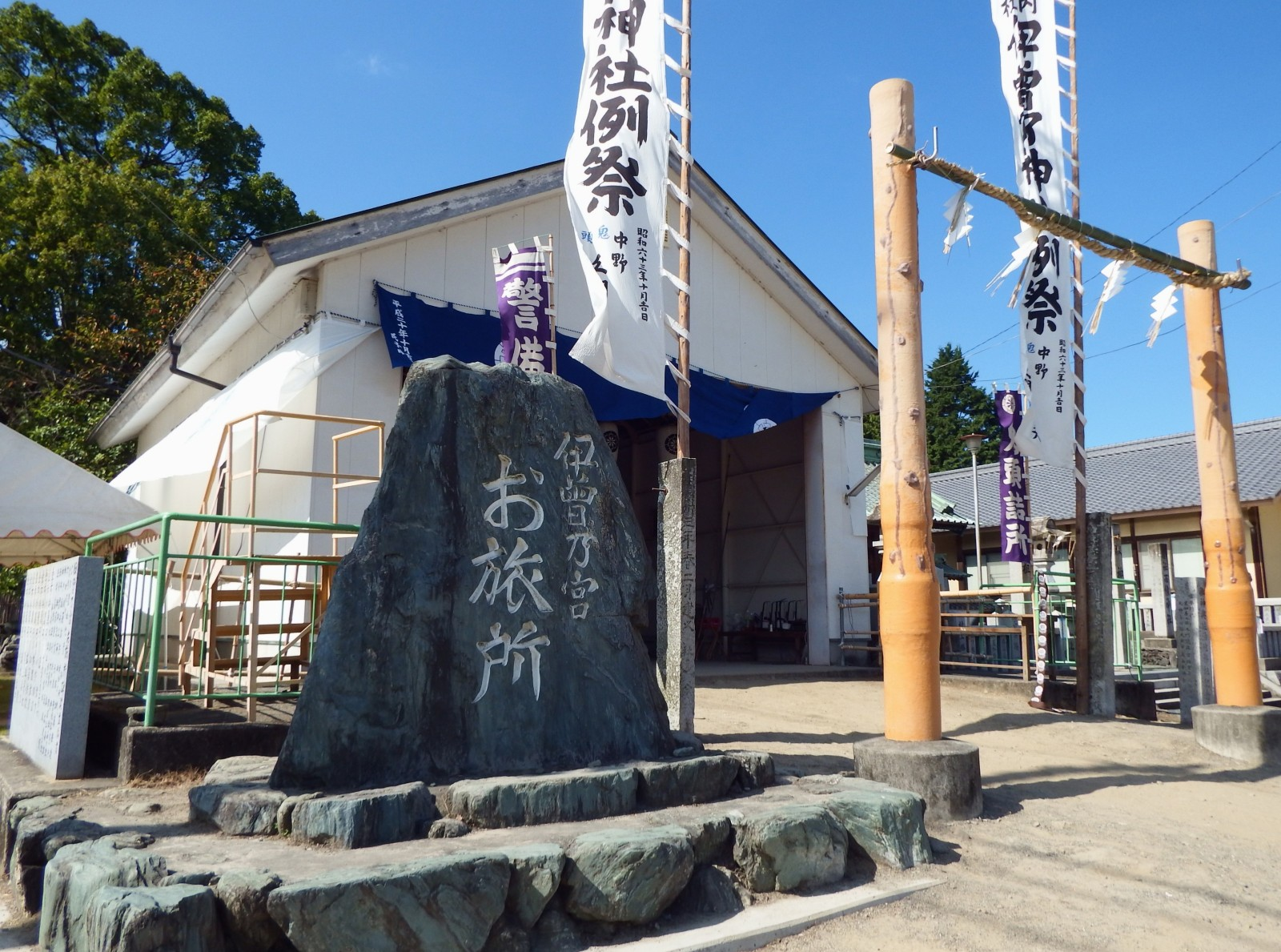
お旅所
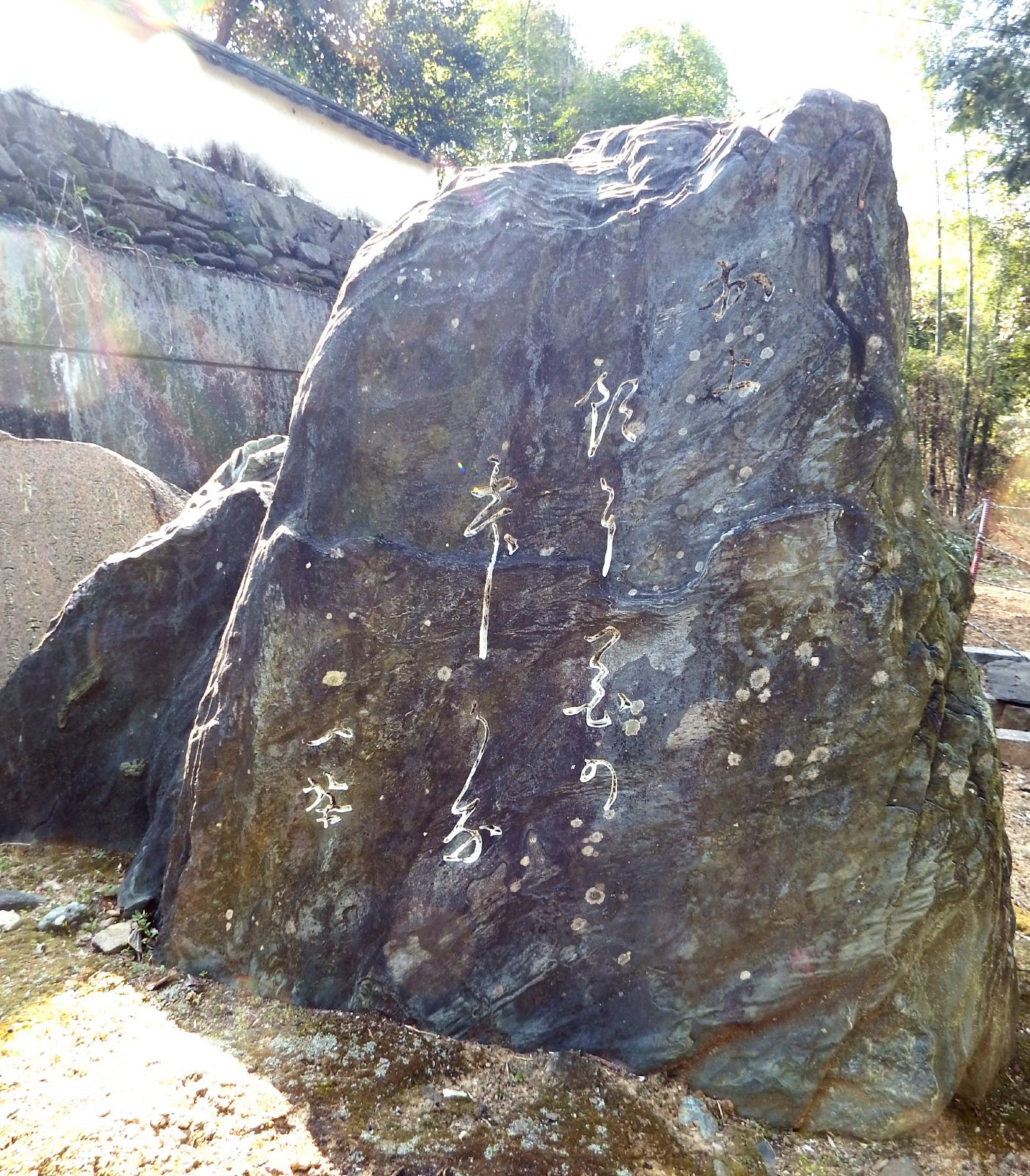
小林一茶の句碑
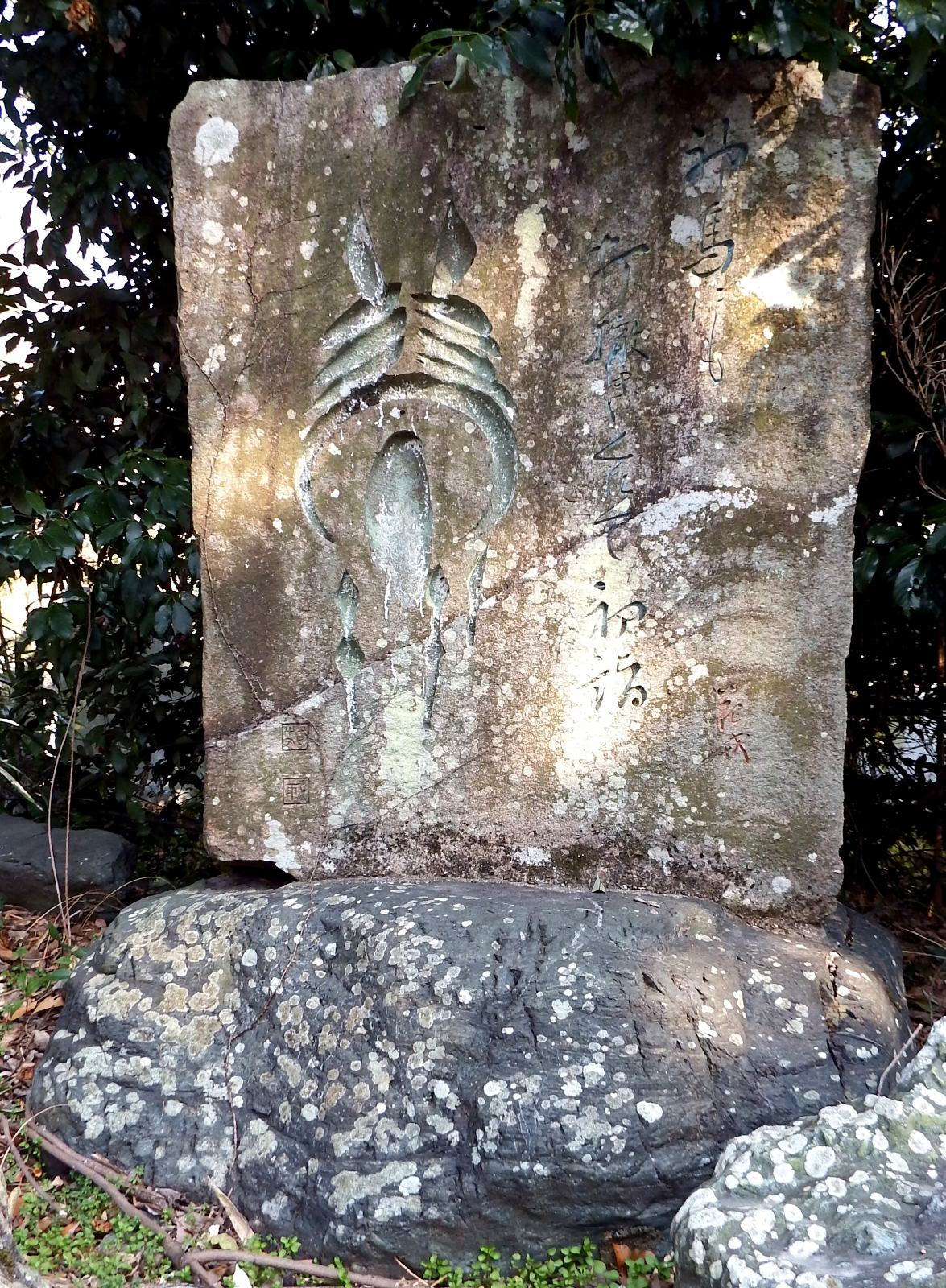
句碑

## 摂末社

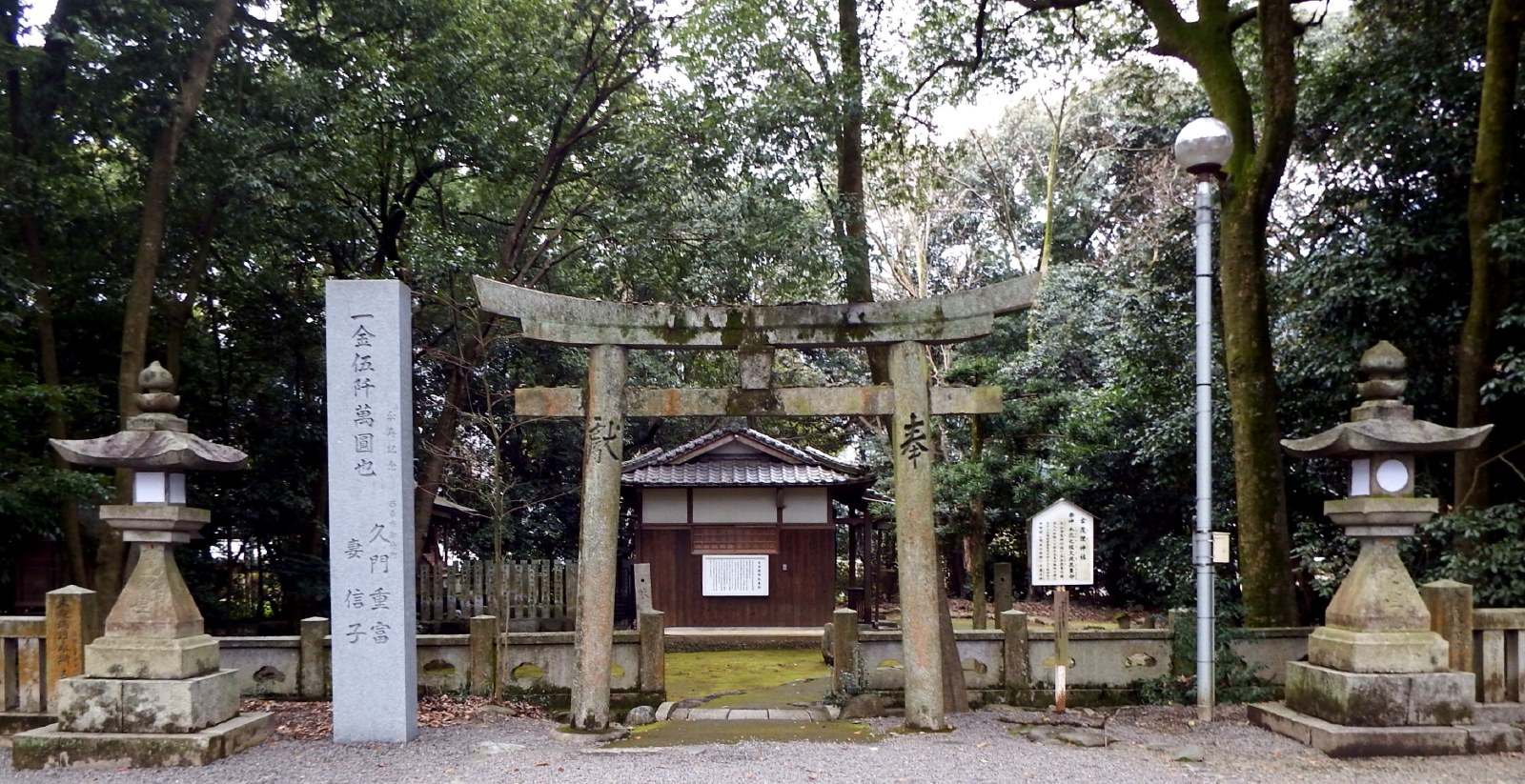
古茂理神社

- 古茂理（こもり）神社 - 祭神：木花之佐久夜毘売命

神門内で本社の向かって右から左周りに
- 天満神社 - 祭神：菅原道真ほか
- 遥拝社 - 加茂・神戸両郷内諸社遥拝所
- 三社（山王神社・厳島神社・妙見神社）

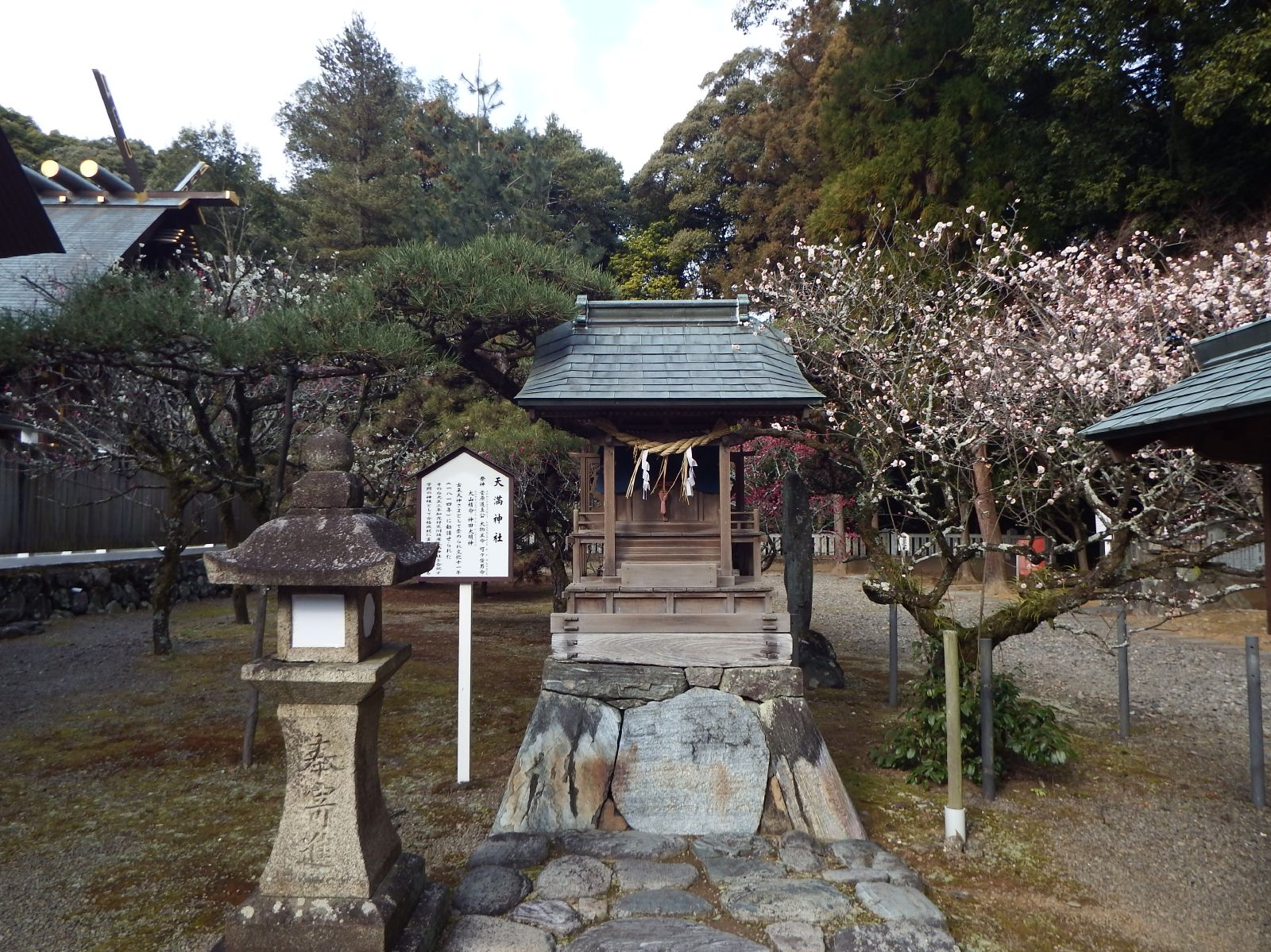
天満神社と梅の花

- 瑞枝神社  - 祭神：祖霊ならびに久門家祖神
- 鎮守神社（又野神社） - 祭神：村上平兵衛、高橋孫兵衛、高橋弥一左衛門
- 御先神社 - 祭神：猿田毘古神

## 境外
- 伊曽乃宮　お旅所：例大祭のとき神輿がとどまる所で、だんじりも集まる。北緯33度54分10.69秒 東経133度11分19.74秒

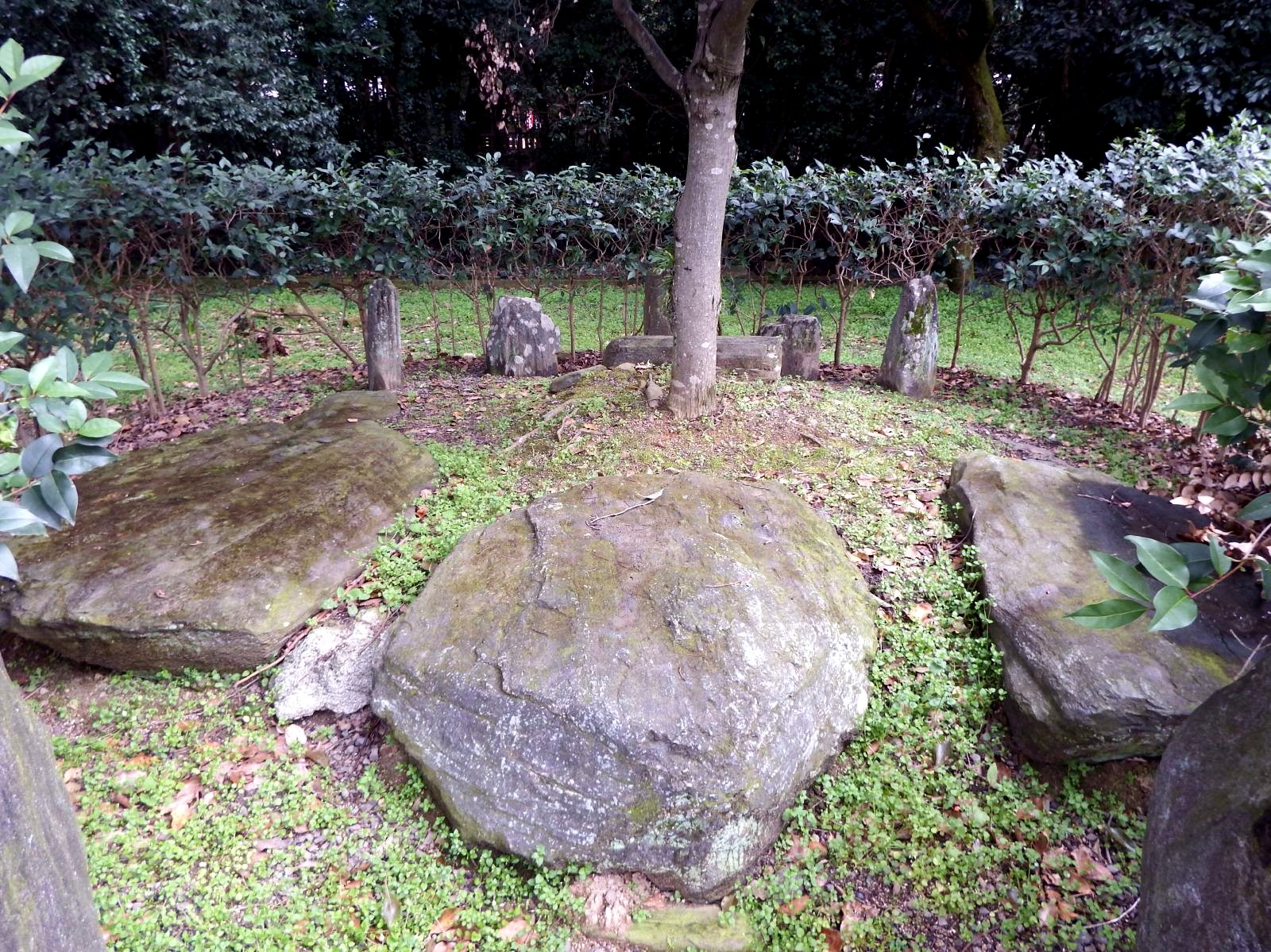
下福古墳の遺石

- 下福（しもふく）古墳の遺石：大石を天井にし中の広さは2坪ほどだったという。

## 文化財
重要文化財
- 与州新居系図 凝然筆 1巻（古文書）
鎌倉時代の古系図。伊予地方の豪族の新居氏系図を、一族で東大寺の僧の凝然が弘安4年（1281年）頃に書写したもの。和気系図（滋賀県の園城寺蔵）・海部系図（京都府の籠神社蔵）と合わせて「日本三大古系図」と称される。昭和27年3月29日指定[2]。

市指定有形文化財
- 伊曽乃大社祭礼絵巻

## 例大祭
伊曽乃神社例大祭10月15日･16日。
だんじり（楽車・屋台）77台、みこし（御輿楽車。氏子の奉納屋台で神輿(おみこし)とは違う、なお、当地では神輿のことはかみさんと呼ぶ）4台が奉納され、一つの神社に奉納される屋台の数としては全国最多とも言われ　他の地方に例を見ない大規模なものである。15日未明に当社の神門前にて順次だんじりが宮入りをして演技をする。16日夕刻、かみさんが川（当社の約1km北の加茂川）を渡り切ると祭が終わるので、帰ろうとするかみさんの行く手を川の中で地元神戸地区のだんじり11台が阻む。

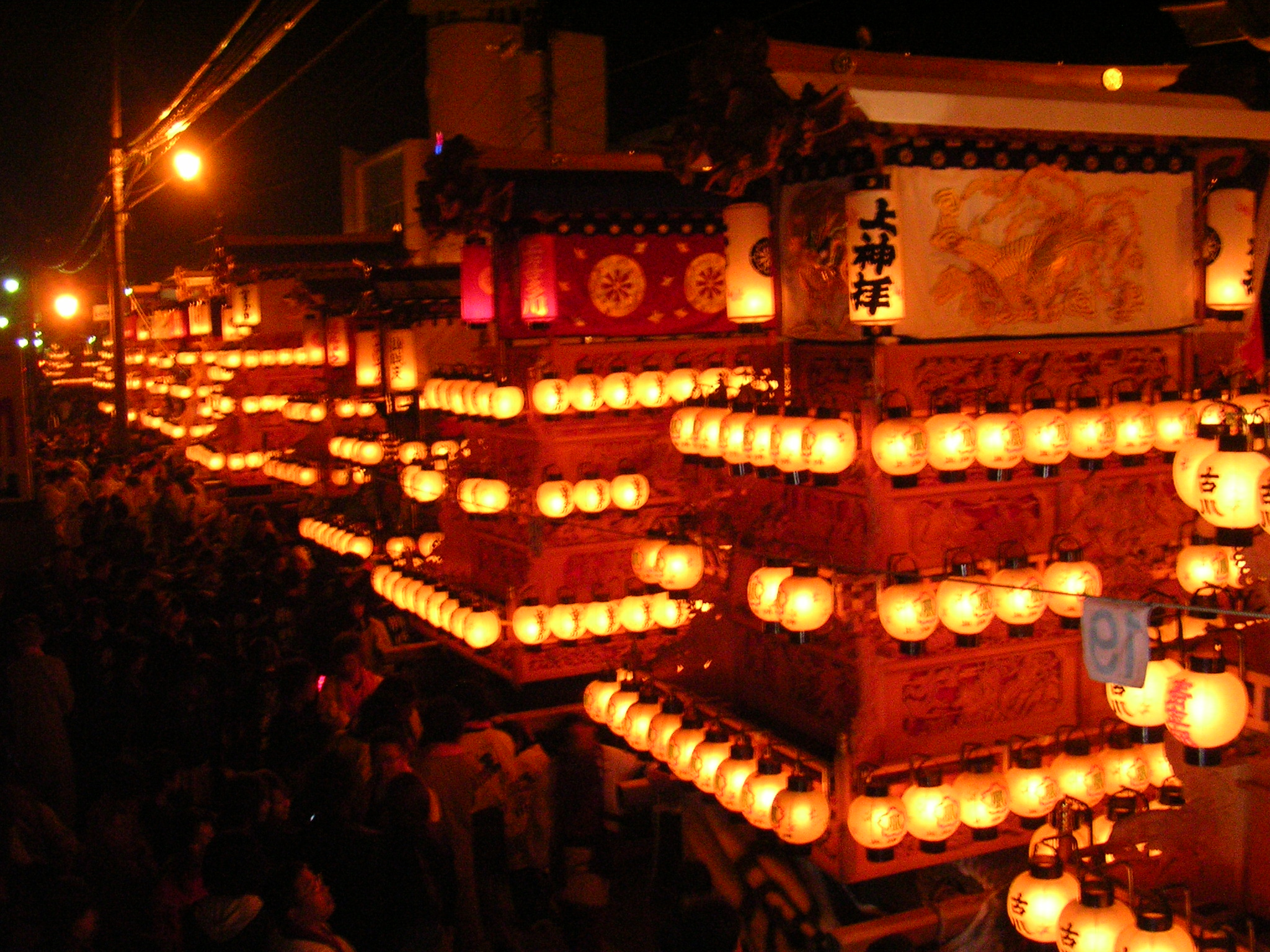
祭の様子
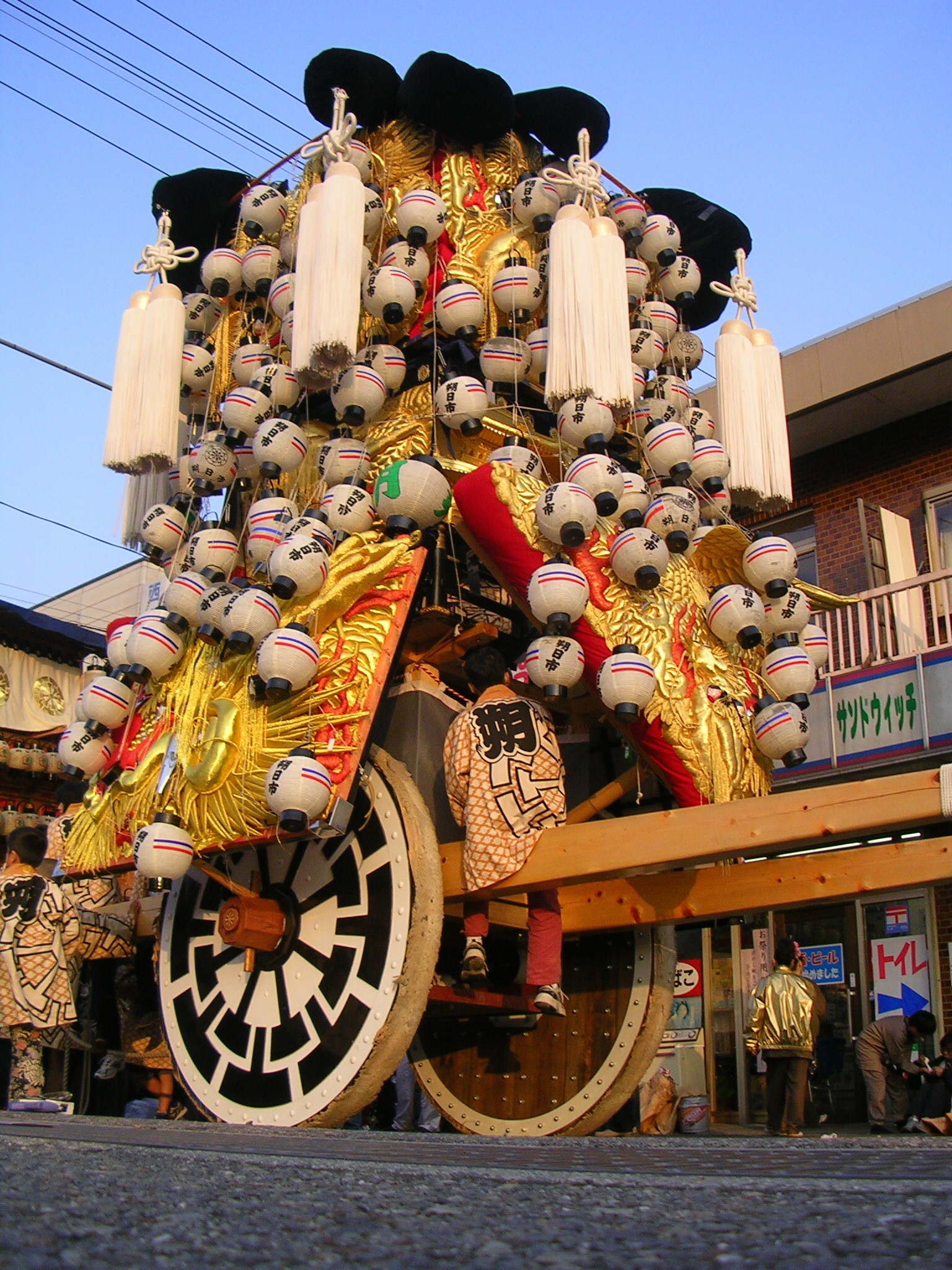
御輿楽車
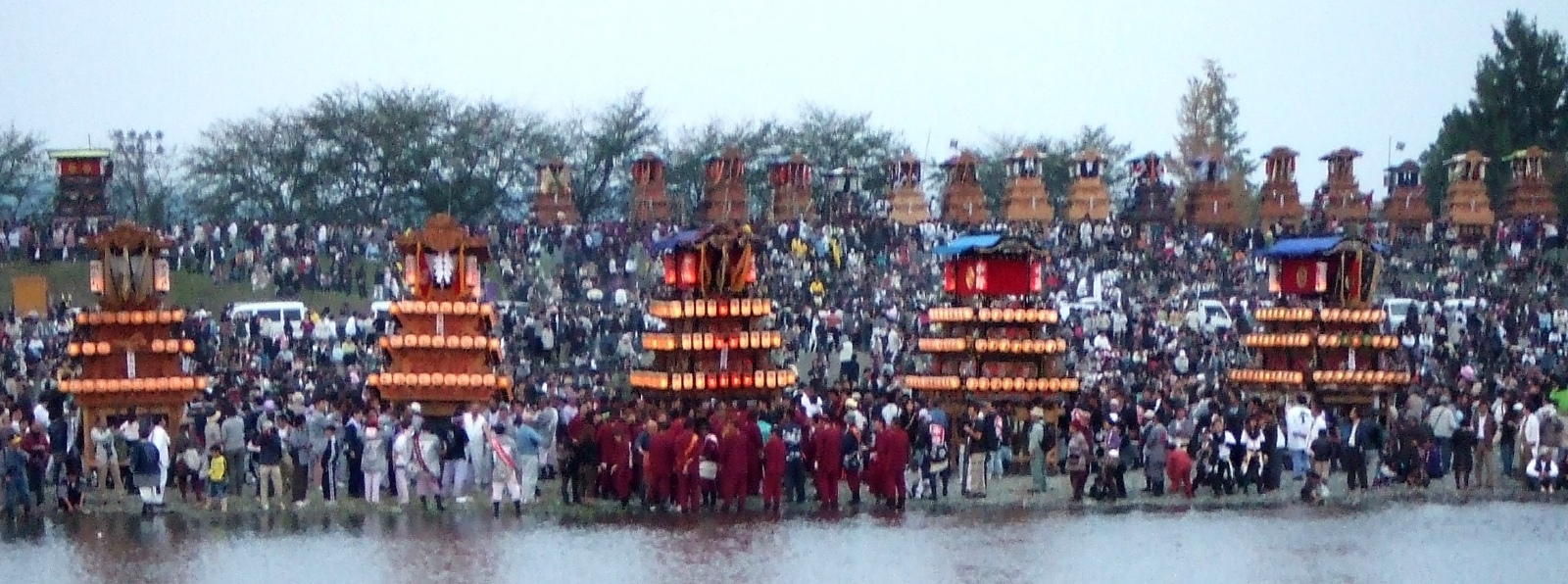
加茂川の土手にだんじりが並ぶ
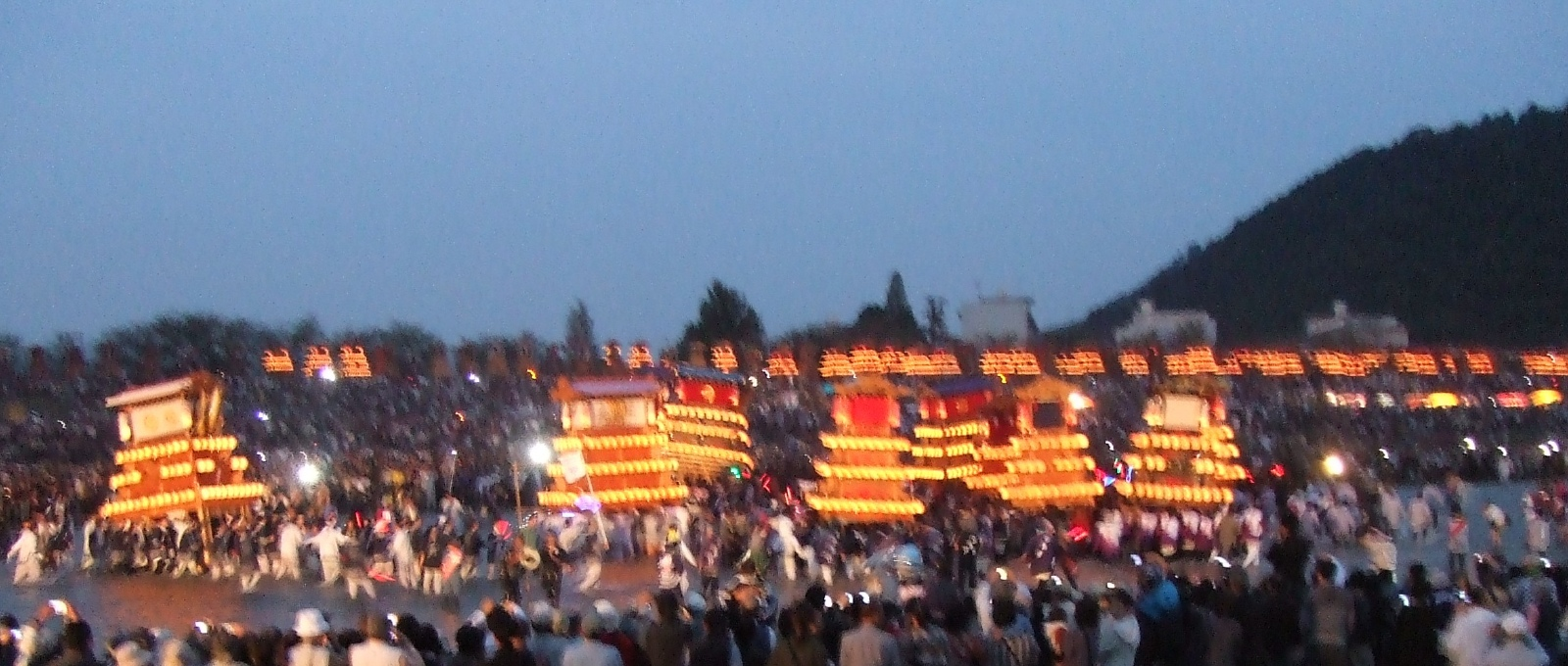
川入するだんじり
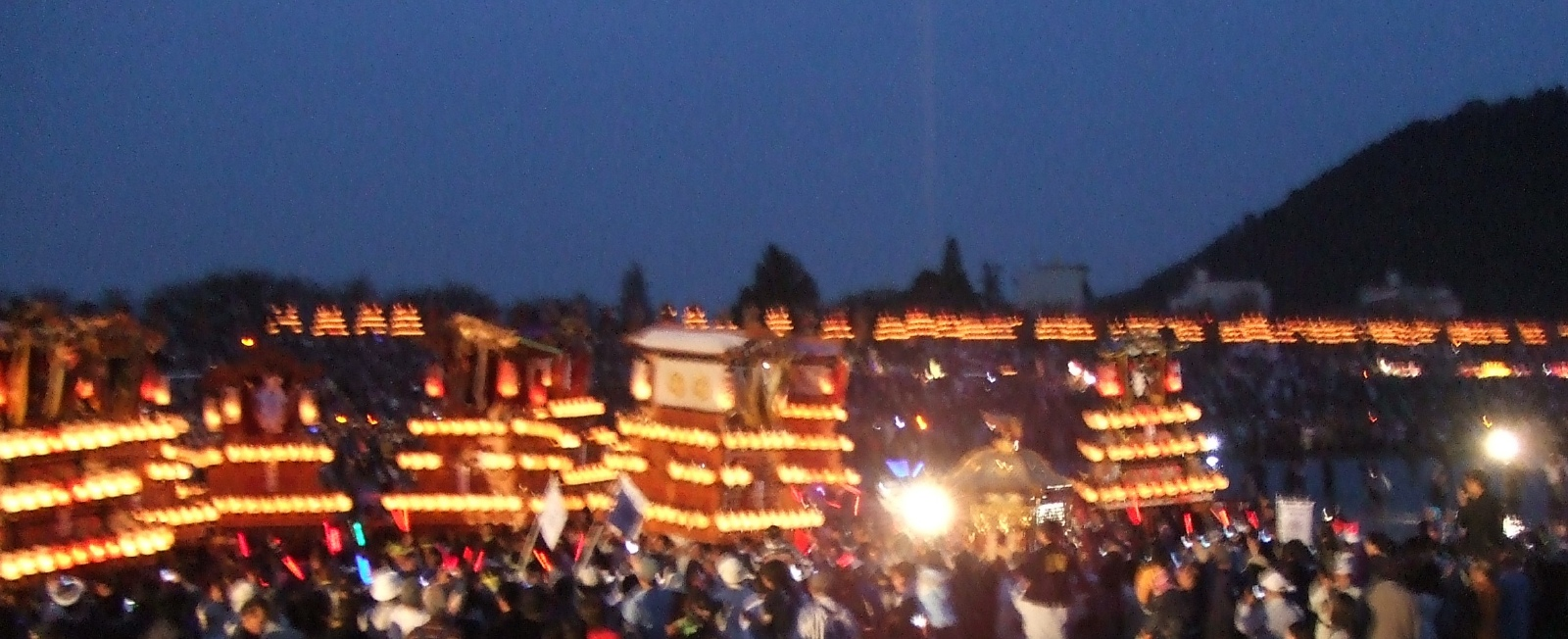
かみさんを阻むだんじり

## 伝承

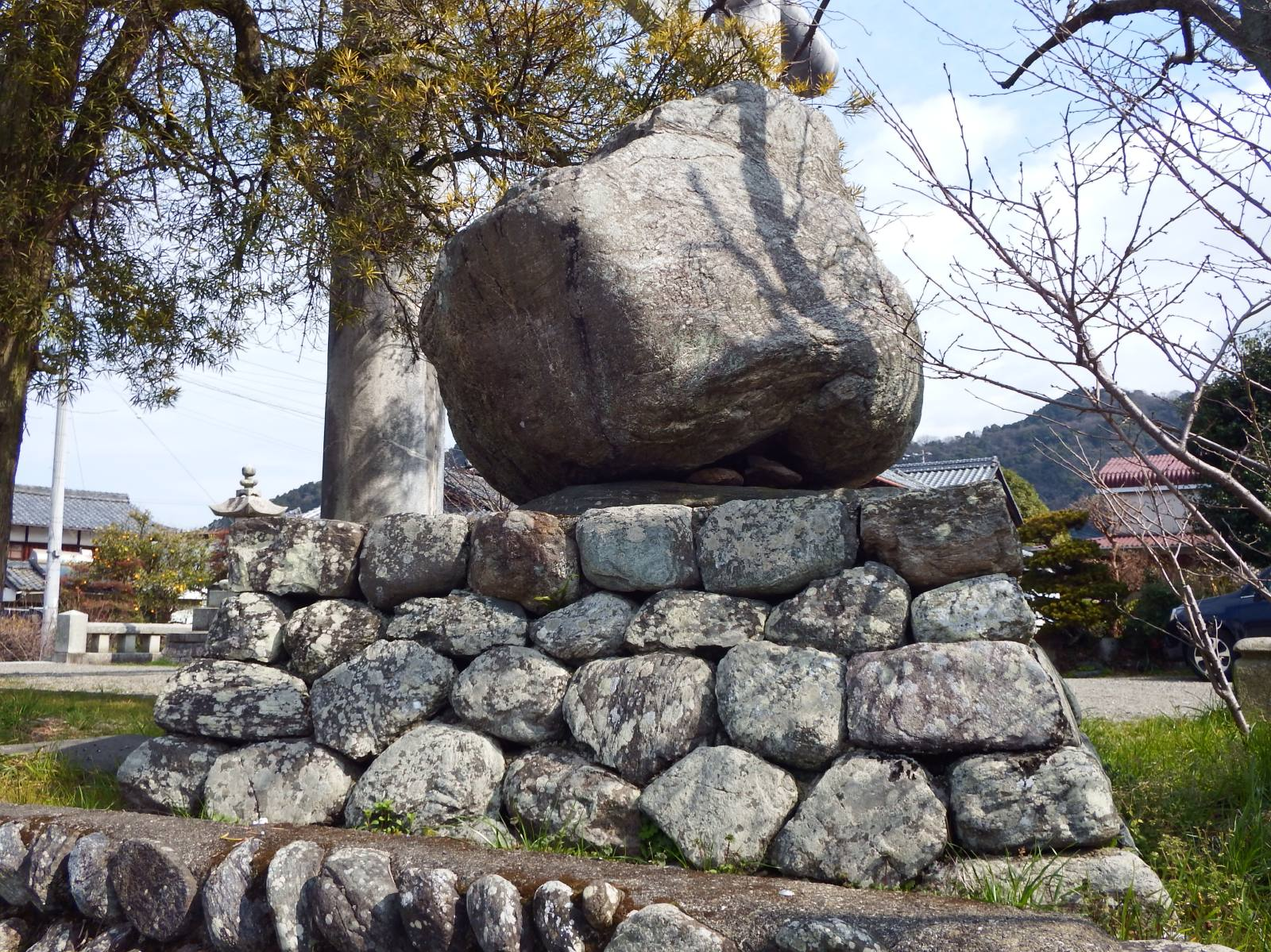
石鎚の神の投げ石

地元の伝説によれば、その昔、伊曽乃の女神と石鎚山の男神が加茂川の畔で出会った。二人は恋仲となり、女神は結婚を迫った。しかし男神は、石鎚山で修行を続けなければならないために結婚はできないと断った。しかも石鎚山上は女人禁制のため、同行は許されない。「修行を終えれば結婚するのでそれまで待ってほしい。山頂から三つの大石を投げるので、真ん中の石が落ちた所に館を造って待つように」と言い残して山へ登った。間もなく、石鎚山から三つの石が飛んできたので、真ん中の石が落ちたところに営まれたのが伊曽乃神社だという。現在、伊曽乃神社の一の鳥居の脇には、石鎚の神の投げ石と伝えられる石が残っている。

## 著名な参拝者
- 1795年（寛政7年） - 小林一茶:社叢にはその際に詠んだ句碑もある
- 1950年（昭和25年） - 昭和天皇
- 1982年（昭和57年） - 浩宮徳仁親王（今上天皇）
- 2017年（平成29年)  - 天皇御夫妻（現在の上皇御夫妻）

## 関連図書
- 安津素彦・梅田義彦 編集兼監修者『神道辞典』神社新報社、1968年、9頁
- 白井永二・土岐昌訓 編集『神社辞典』東京堂出版、1979年、37頁
- 西條市『西條市誌』復刻版、1991年、51～57頁